# Dusona tikari
Dusona tikari là một loài tò vò trong họ Ichneumonidae.